# 디센던트 (2011년 영화)
디센던트(The Descendants)는 2011년 개봉한 미국의 코미디 드라마 영화이다. 알렉산더 페인의 연출작으로 조지 클루니가 주연으로 출연한다.

## 줄거리
하와이 호놀룰루에 사는 변호사이자 대지주인 맷 킹은 평온하던 일상에 예상치 못한 사건들을 마주하며 혼란스러워한다. 그는 카우아이 섬에 있는 25,000 에이커의 소중한 가족 땅을 관리하는 유일한 수탁자인데, 이 땅은 엄청난 가치와 함께 가족의 유산이기도 하다. 대부분의 친척들이 상속받은 재산을 탕진한 것과 달리, 맷은 아버지처럼 자신의 재정을 잘 관리해왔다. 그러나 신탁 기간 만료가 다가오자 친척들은 맷에게 땅을 팔아 수억 달러를 벌어들일 것을 압박한다. 이 와중에 맷의 아내 엘리자베스는 보트 사고로 혼수상태에 빠지고, 맷은 문제아인 두 딸과 함께 힘든 시간을 보낸다. 
혼수상태에서 깨어날 가망이 없다는 진단을 받은 엘리자베스의 생명 유지 장치가 제거될 위기에 처하자, 맷은 큰 딸 알렉스에게 이 사실을 알린다. 알렉스는 어머니가 외도를 했다는 사실을 폭로하고, 이는 모녀 관계에 큰 불화를 일으켰었다고 털어놓는다. 맷은 아내의 불륜 사실을 알게 되고, 아내의 연인인 브라이언을 찾아 카우아이로 떠난다. 브라이언이 가족과 함께 휴가를 보내는 것을 확인한 맷은 그에게 아내의 임종을 지킬 기회를 제공한다. 브라이언은 엘리자베스를 단순한 '바람'으로 생각했으며, 여전히 자신의 아내를 사랑한다고 고백한다. 
맷은 혼란스러운 상황 속에서 아내의 죽음을 받아들이고, 딸들과 함께 엘리자베스의 임종을 지킨다. 장례 후, 맷은 친척들과의 가족 회의에서 압박에 굴하지 않고 땅을 팔지 않기로 결정한다. 그는 가족 유산을 지키기 위해 신탁 기간 만료를 피할 방법을 찾기로 한다. 또한 맷은 아내의 불륜을 용서하고, 가족과 함께 새로운 시작을 하기로 다짐하며, 아내의 유골을 바다에 뿌리고 딸들과 함께 아이스크림을 먹으며 영화를 보는 소소한 일상을 공유한다.

## 출연진
- 조지 클루니 - 맷 킹
- 셰일린 우들리 - 알렉산드라 킹
- 보 브리지스 - 휴 사촌
- 주디 그리어 - 줄리 스피어
- 아마라 밀러 - 스코티 킹
- 매슈 릴러드 - 브라이언 스피어
- 로버트 포스터 - 스콧 소슨